# Jatropha pedatipartita
Jatropha pedatipartita är en törelväxtart som beskrevs av Carl Ernst Otto Kuntze. Jatropha pedatipartita ingår i släktet Jatropha och familjen törelväxter.
Artens utbredningsområde är Bolivia. Inga underarter finns listade i Catalogue of Life.